# 阿爾貝托·薩帕特爾
阿爾貝托·薩帕特爾 （Alberto Zapater，1984年12月3日—）是一位西班牙足球運動員。他在場上主要司職防守型中場。在2009年9月17日的一場歐洲聯賽熱那亞對布拉格斯拉維亞的比賽中，薩帕特爾在第四分鐘打進一球，成為歐洲聯賽正賽史上打進第一個進球的球員。